# ثنائي هيدروكسي الأسيتون
ثنائي هيدروكسي الأسيتون (بالإنجليزية: Dihydroxyacetone أو DHA)‏ ويعرف أيضا بالغليسرون وهو أحد الكربوهيدرات البسيطة (سكر ثلاثي يمتلك الصيغة الجزيئية C3H6O3).